# Milímetro de mercurio
El milímetro de mercurio (mmHg) es una unidad de presión manométrica, anteriormente definida como la presión ejercida en la base de una columna de mercurio (Hg) de un milímetro de altura (con una densidad de 13 595.1 kg/m³ a una temperatura de 273.15 K (0 °C) bajo la influencia de la aceleración estándar de la gravedad, 9.806 65 m/s²) y ahora definida precisamente como 133.322 387 415 Pa. Aunque no pertenece al Sistema Internacional de Unidades, se sigue utilizando rutinariamente en medicina, meteorología, aviación, entre otros.
Equivale aproximadamente a 1 torr, el cual es 1⁄760 de la presión atmosférica estándar: {\displaystyle {\tfrac {101~325}{760}}={\rm {133.322~368~4~Pa}}}. Ambas unidades no son exactamente iguales; sin embargo, la diferencia relativa (menor al 0.000 015 %) es insignificante para la mayoría de usos prácticos. En análisis dimensional se define: {\displaystyle {\mathsf {p}}={\mathsf {M\;L^{-1}\;T^{-2}}}}, donde {\displaystyle {\mathsf {p}}} es presión, {\displaystyle {\mathsf {M}}} es masa, {\displaystyle {\mathsf {L}}} es longitud y {\displaystyle {\mathsf {T}}} es tiempo.

## Historia y definición
En 1643, el físico y matemático italiano Evangelista Torricelli creó el barómetro de mercurio, un instrumento que permite observar y medir el peso del aire. El barómetro de Torricelli consistía en sumergir un tubo de vidrio —lleno de mercurio y sellado en una de las extremidades— en un recipiente también lleno de mercurio. El líquido dentro del tubo ascendía o descendía conforme a la presión atmosférica, lo que demostró que la columna de mercurio es proporcional a ella; de ahí el nombre de la unidad: milímetros de mercurio.
Los manómetros de mercurio fueron los primeros indicadores precisos de la presión; ahora son menos utilizados debido a la toxicidad del mercurio, la sensibilidad de la columna de mercurio a la temperatura y la gravedad locales y la mayor conveniencia de otros instrumentos.
Una lectura real de la columna de mercurio puede convertirse en unidades de presión más fundamentales al multiplicar la diferencia de altura entre dos niveles de mercurio por la densidad del mercurio y la aceleración gravitacional local. Debido a que la densidad de mercurio depende de la temperatura y la gravedad de la superficie terrestre, ambos varían con las condiciones locales; se tuvieron que adoptar valores estándar específicos para estos dos parámetros. Esto resultó en la definición de un «milímetro de mercurio» como la presión ejercida en la base de una columna de mercurio de un milímetro de altura con una densidad exacta de 13 595.1 kg/m³ cuando la aceleración causada por la gravedad es exactamente 9.806 65 m/s².
La densidad 13 595.1 kg/m³ elegida para esta definición es la densidad aproximada del mercurio a 0 °C (273.15 K) y 9.806 65 m/s² es la gravedad estándar. El uso de una columna de mercurio para medir la presión normalmente requiere corrección para la densidad de mercurio a la temperatura ambiental y la variación a veces marcada de la gravedad con la ubicación; se puede corregir más teniendo en cuenta la densidad del aire u otro fluido.

## Torr
La unidad de presión torr, que lleva ese nombre en homenaje a Torricelli, es considerada comúnmente como sinónimo de mmHg. Muchas veces la precisión de los transductores modernos es insuficiente para mostrar la diferencia entre el torr y el milímetro de mercurio, aproximadamente una parte en siete millones:
| {\displaystyle {\rm {1~mmHg=1.000~000~142\ldots ~Torr}}} |

No obstante, para instrumentos y usos que no exigen alta precisión se puede considerar 1 Torr como equivalente a 1 mmHg, puesto que las dos unidades difieren en menos de 0.000 015 %.

## Conversión a pascal
Para convertir mmHg a Pa se debe emplear la densidad del mercurio según la temperatura registrada en el ambiente. Así, se utilizará la fórmula del peso específico ({\displaystyle \gamma =\rho g}), donde {\displaystyle \rho } es la densidad y {\displaystyle g} la gravedad (en este caso usa el valor estándar convencional: 9.806 65 m/s²):
{\displaystyle \gamma ={\rm {(13~595.1~kg/m^{3})(9.806~65~m/s^{2})}}}
{\displaystyle \gamma ={\rm {133~322.387~4~N/m^{3}}}}
Con esto se aplicará la fórmula de la presión manométrica ({\displaystyle \rho _{g}=\gamma y}), donde {\displaystyle \gamma } es el peso específico del fluido manométrico y {\displaystyle y} es la columna de presión en unidades de longitud (1 mm = 10−3 m = 0.001 m):
{\displaystyle \rho _{g}={\rm {(133~322.387~4~N/m^{3})(1\times 10^{-3}~m)}}}
{\displaystyle \rho _{g}={\rm {133.322~387~4~N/m^{2}\simeq 133~Pa}}}
Por tanto, la presión causada por una columna de 1 mm de altura es 133.322 387 4 Pa o 0.133... kPa.
Si se desea convertir la presión arterial sistólica de un adulto sano (120 mmHg) a pascal, simplemente se cambia el valor de la medida en {\displaystyle y}:
{\displaystyle \rho _{g}={\rm {(133~322.387~4~N/m^{3})({\color {Red}120}\times 10^{-3}~m)}}}
{\displaystyle \rho _{g}={\rm {15~998.686~49~N/m^{2}\simeq 16~000~Pa}}}

## Comparación con otras unidades
|        | pascal (Pa)   | bar (bar)               | atmósfera técnica (at) | atmósfera estándar (atm)  | torr (Torr)       | libra por pulgada cuadrada (psi) |
| ------ | ------------- | ----------------------- | ---------------------- | ------------------------- | ----------------- | -------------------------------- |
| 1 Pa   | ≡ 1 N/m²      | 10−5                    | 1.0197 × 10−5          | 9.8692 × 10−6             | 7.5006 × 10−3     | 1.450377 × 10−4                  |
| 1 bar  | 105           | ≡ 100 kPa ≡ 106 dyn/cm² | 1.0197                 | 0.98692                   | 750.06            | 14.50377                         |
| 1 at   | 9.80665 × 104 | 0.980665                | ≡ 1 kp/cm²             | 0.9678411                 | 735.5592          | 14.22334                         |
| 1 atm  | 1.01325 × 105 | 1.01325                 | 1.0332                 | 1                         | ≡ 760             | 14.69595                         |
| 1 Torr | 133.3224      | 1.333224 × 10−3         | 1.359551 × 10−3        | ≡ 1/760 ≈ 1.315789 × 10−3 | ≡ 1 Torr ≈ 1 mmHg | 1.933678 × 10−2                  |
| 1 psi  | 6.8948 × 103  | 6.8948 × 10−2           | 7.03069 × 10−2         | 6.8046 × 10−2             | 51.71493          | ≡ 1 lbf /in2                     |

## Usos

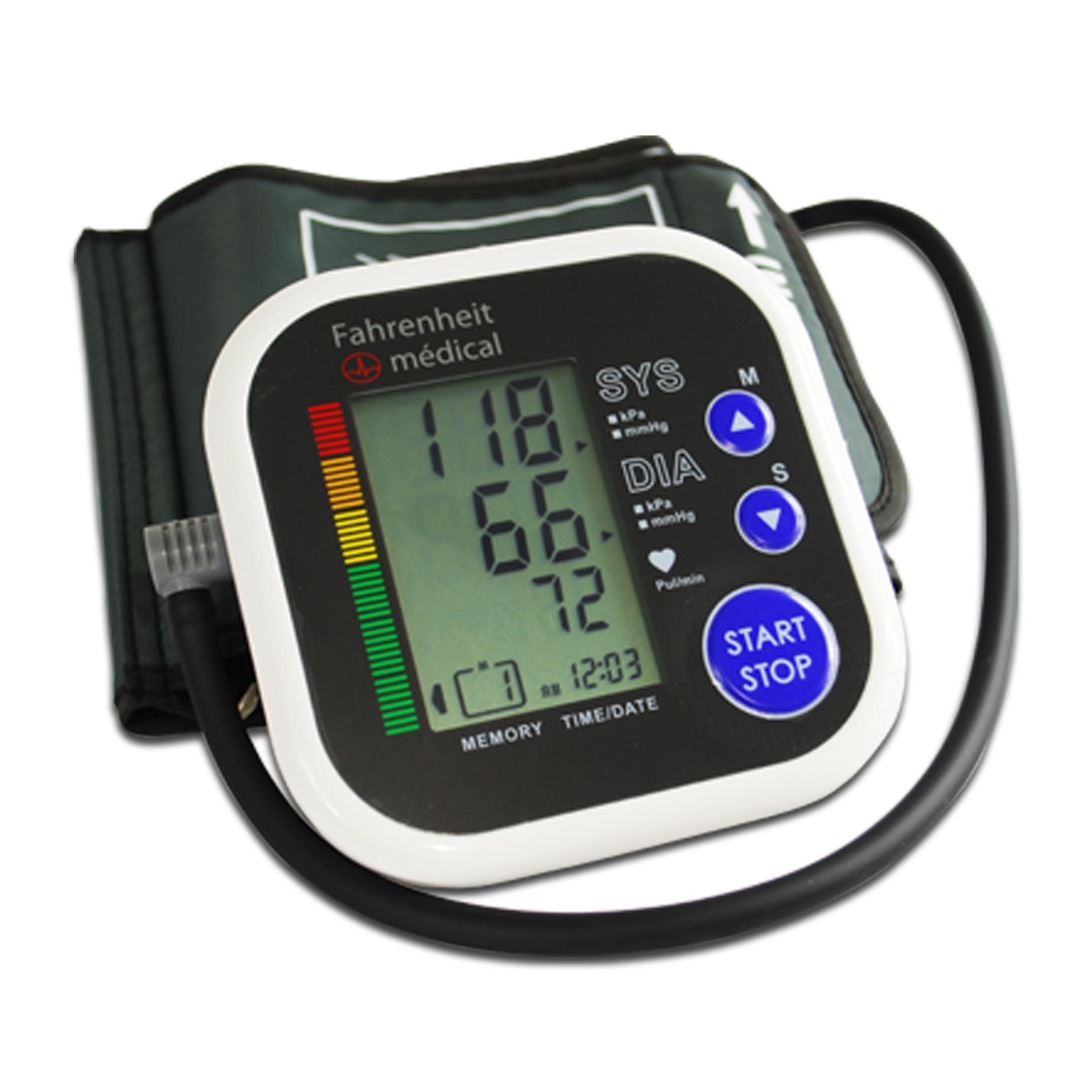
Tensiómetro digital que indica la presión arterial en mmHg

En medicina, la presión todavía se mide en milímetros de mercurio; la legislación de algunos países regula su uso en sus sistemas de salud. En general, estas mediciones se dan en relación con la presión atmosférica ambiental: por ejemplo, una presión arterial de 120 mmHg —cuando la presión atmosférica presente es de 760 mmHg— se traduce en 880 mmHg con respecto al vacío perfecto. Las mediciones rutinarias de presión incluyen: la presión arterial (medida con un esfigmomanómetro o tensiómetro), la presión intraocular (con un tonómetro), la presión del líquido cefalorraquídeo, la presión hidrostática del interior de la cavidad craneal (= presión intracraneal), la presión intramuscular (afectada en el síndrome compartimental), la presión venosa central, el cateterismo cardíaco derecho y la ventilación mecánica.
En fisiología se usan unidades manométricas para medir las fuerzas de Starling.